# Mács József
Mács József (Bátka, 1931. április 18. – Pozsony, 2017. augusztus 31.) felvidéki magyar író, publicista, szerkesztő, műfordító. A Magyar Művészeti Akadémia Irodalmi Tagozatának tagja (2005).

## Életpályája
Mács József és Molnár Margit gyermekeként született a felvidéki Bátkán.
Középiskolai tanulmányait Rimaszombatban (1941–45), Sárospatakon (1947–49) és Miskolcon folytatta, végül 1951-ben érettségizett Pozsonyban. 1951–55 között a pozsonyi Pedagógiai Főiskola magyar-történelem-társadalomtudomány szakán tanult.
1952–57 között a pozsonyi Új Szó munkatársaként működött. A magyarországi 1956-os forradalom iránti rokonszenve miatt menesztették az Új Szótól. 1957–1960 között az Új Ifjúságnál dolgozott. 1960–1991 között A Hét c. lapot szerkesztette, majd ugyanitt főszerkesztő-helyettesi beosztásban dolgozott. 1991-ben nyugalomba vonult. 2005 óta a Magyar Művészeti Akadémia tagja.
A csehszlovákiai magyar paraszti világ egyik jeles ábrázolója. Adósságtörlesztés című regényében (1968) lélektani mélységben elemzi az 1945–47 közt lezajlott magyar nemzetiségi sorskérdéseket (az. ún. lakosságcserét, a kollektív bűnösség elvének alkalmazását). A Kétszer harangoztak (1978) c. lélektani regényében a nemzeti kisebbség kiszolgáltatottságát érzékelteti, a Szélfúvásban (1980) c. regényében a nemzeti identitás elvesztésének tragikumát jeleníti meg, ugyanez a téma Az égig érő palatábla (1993) című művében, amelyben egy vegyes házasságban született, magyarul már nem beszélő unoka és nagyapja kapcsolatát tárja elénk. Trianon harangjai (2005), Bolondok hajóján (2011) és Az elcsatolt vagon (2015) című regényeiben folytatja a felvidéki magyarság sorstragédiáinak mementóját, a kisebbségi népesség ottani jövőjét immár reménytelennek látva.

## Magánélete
1953-ban házasságot kötött Máté Juliannával. Két lányuk született; Ildikó (1954) és Tünde (1955).

## Emlékezete
- 2019 Hanva mellszobor[3]
- 2022 Magyar Örökség-díj (posztumusz).

## Művei (válogatás)
- Végnélküli gyűlés. Falusi szatírák és történetek; Magyar Kiadó, Bratislava, 1955
- Téli világ (elbeszélések, 1957)
- Pipafüstben (riportok, 1959)
- A kamasz (kisregény, 1961)
- Megbillen az ég (elbeszélés, 1964)
- Adósságtörlesztés (regény, 1968, 1971, 1983, 2009)
- Kétszer harangoztak (regény, 1978)
- Szélfúvásban (regény, 1980, 1983, 2009)
- A vesztes (regény, 1982)
- Balog-völgyi óriás / Obor Blžskej doliny; közrem. Čisár Zoltán, Pavol Korenek, szlovákra ford. Juraj Strasser; Madách, Bratislava, 1986
- Temetőkapu (regény, 1987, 2007)
- Égig érő palatábla (regény, 1993)
- Magasság és mélység (regény, 1994)
- Öröködbe, Uram… I–IV. (tetralógia, 1998–2001; regény 2003)[4]
  - Apám regénye (1998)
  - A Kos jegyében (1999)
  - A sötétség gyermekei (2000)
  - Az üstökös visszatér (2001)
- Mint pásztor a nyáját; Méry Ratio, Somorja, 2004
- Trianon harangjai (regény, 2005)
- Temetőkapu; Madách-Posonium, Pozsony, 2006 (Magyar Antaeus könyvek)
- Bolondok hajóján (regény, 2010)
- Az elcsatolt vagon (regény, 2014)

## Műfordításai
- Vincent Šikula: Rozárka (elbeszélés, 1968)
- Rudolf Sloboda: Borotva (regény, 1969)

## Díjak, elismerések
- Madách Imre-díj (1969)
- A Szlovák Köztársaság Kormányának Ezüstplakettje (2001)
- Aranytoll (2002)
- Madách Posonium-életműdíj (2004)
- Hódmezővásárhely Tiszteletbeli Polgára (2005)
- Bátka Község Díszpolgára (2006)
- Magyar Köztársasági Arany Érdemkereszt (2011)
- Magyar Érdemrend tisztikeresztje (2014)[5]
- A Magyar Művészeti Akadémia nívódíja (2015)[6]